# Underdog (termine)

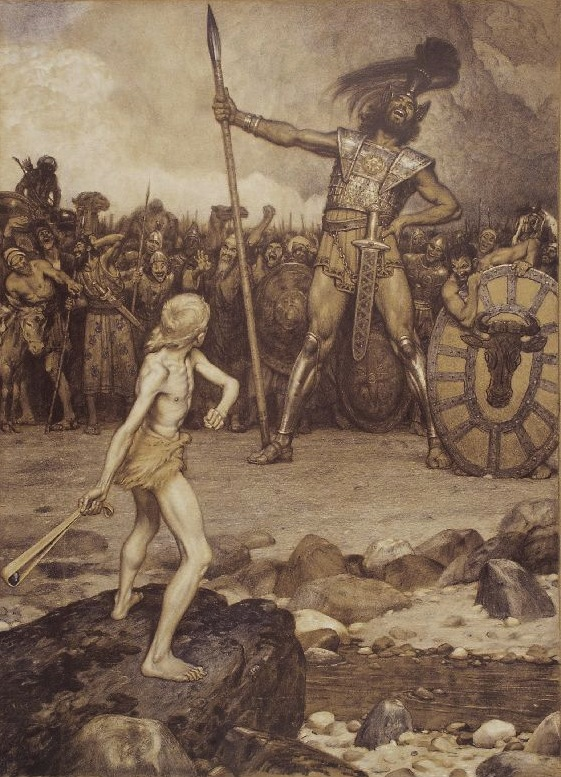
Nel racconto biblico di Davide contro Golia, Davide è un esempio di underdog.

Underdog è un termine inglese che indica un atleta, oppure una squadra, dato per sfavorito dai pronostici nell'ambito di una gara sportiva. La vittoria a sorpresa da parte dell'underdog viene definita upset (in italiano «sconvolgimento»).
Il termine viene spesso utilizzato anche in politica, per indicare un candidato considerato sfavorito alle elezioni.